# Clitocybe gilvaeoides
Clitocybe gilvaeoides är en svampart som tillhör divisionen basidiesvampar, och som beskrevs av Calvin Henry Kauffman. Clitocybe gilvaeoides ingår i släktet Clitocybe, och familjen Tricholomataceae. Arten har ej påträffats i Sverige.